# Petenera
La petenera è un tipo di cante flamenco che si basa su una strofa di quattro versi ottonari (octosílabos) che diventano sei o più per la ripetizione di alcuni versi e se aggiunge un altro come riempitivo che suole essere “Madre de mi corazón”. I testi di questo palo flamenco sono tristi e malinconici e vengono interpretati in modo lento e coinvolti sentimentalmente, nonostante esistano versioni antiche con ritmi più rapidi e temi meno cupi.

Esisteva come forma musicale indipendente prima del suo adattamento al flamenco, essendo per alguni studiosi imparentata con la sarabanda del secolo XVII. 
La danza della petenera fu molto popolare alla fine del XIX secolo, essendo insegnata nelle scuole di ballo, dopo le seguidillas sevillanas. 

## Origini
Si crede che sia uno forma di canzone molto arcaica, come è stato sempre affermato dallo scrittore Serafín Estébanez Calderón nella metà del XIX secolo, e l'aderenza al ritmo dell'antica sarabanda sembra confermare la sua datazione. Molte teorie hanno apportato suggerimenti riguardo alle sue origini, benché non risulta abbastanza evidente sostenerne alcuna con sicurezza: 
- Teoria di Paterna. Questa famosa teoria sostiene che questo palo ebbe origini nella città di Paterna de Rivera in provincia di Cadice. Secondo la a leggenda, il nome della canzone si riferisce alla cantadora chiamata "La Petenera", che vi nacque. Essa fu accusata di essere, per il potere della sua indole seduttrice, la "dannazione degli uomini". Il nome "Petenera" sarebbe una corruzione fonica di "Paternera" (nata a Paterna). Questa teoria fu sostenuta dal folklorista Demófilo.
- Teoria delle origini ebree. Secondo questa teoria, suggerita dallo studioso di flamenco Hipólito Rossy, la petenera scaturì dalle canzoni di Sefarditi. Egli anche assicura che Sefarditi nei Balcani ancora suonava i testi contenenti i versi della Petenera come la "dannazione degli uomini"
- Alcune moderne teorie situano l'origine della Petenera a Petén, un dipartimento del Guatemala .

## Versioni
Esistono differenti versioni di questo cante, l'antica e la moderna e questa a sua volta può essere breve (chica) o lunga (grande). La cosiddetta petenera grande non è ballabile a differenza della breve che può essere accompagnata da palmas. 
Alla fine del secolo XIX il cantante Medina el Viejo (José Rodríguez Concepción) fece conoscere la sua versione di petenera. Questa fu adottata da un altro grande cantante Antonio Chacón. Di quel paso della Niña de los Peines ne realizzò una versione personale arricchita melodicamente, molto diffusa poi da altri artisti come Pepe el de la Matrona. 

Federico García Lorca dedicò a questo cante il suo poema Gráfico a la Petenera e inoltre interpretò alcune peteneras al piano accompagnando La Argentinita in una storica registrazione. Il compositore Pablo Sarasate scrisse un'opera intitolata Peteneras per violino e piano.

## Struttura
La Petenera è un palo del flamenco in 12 beat, con quelli forti distribuiti come segue: [1][2][3][4][5][6][7][8][9][10][11][12]. Quindi di struttura identica alla zarabanda e alla jácara, danze spagnole del secolo XVI.

## Testi di peteneras

### Petenera de La Niña de los Peines
de este mundo por entero, 

volver de nuevo a habitar 

¡madre de mi corazón! 

volver de nuevo a habitar, 

por ver si en un mundo nuevo 

por ver si en un mundo nuevo 

encontraba más verdad.»
questo mondo intero

tornare di nuovo ad abitare

madre del mio cuore!

tornare di nuovo ad abitare,

per vedere se in un mondo nuovo

per vedere se in un mondo nuovo

potessi trovare più verità.»

### Petenera de La Argentinita
dijo Paquiro a su hermano

soy más valiente que tú,

más torero y más gitano.

Sacó Paquiro el reloj

y dijo de esta manera:

este toro va a morir

antes de las cuatro y media.

Al dar las cuatro en la calle

salieron del Café;

y era Paquiro en la calle

un torero de cartel.»
dice Paquiro a suo fratello

sono più valoroso di te,

più  torero e più gitano.

estrasse Paquiro l'orologio

e dice in questa maniera:

questo toro va a morire

prima delle quattro e mezza.

Allo scoccar delle quattro nella strada

escono dal Caffè;

e stava Paquiro nella strada

un torero da manifesto.»

### Petenera de Medina el Viejo
cuando más hundío estaba.

Que nadie venga a mi puerta

Que nadie venga a mi puerta

pidiendo un sorbo de agua.

Nadie me tendío la mano

Cuando más hundío estaba.»
quando più affondato io stavo.

Che nessuno venga alla mia porta

Che nessuno venga alla mia porta

chiedendo un sorso di acqua.

Nessuno mi tese la mano

Quando più affondato io stavo.»

### Petenera de Carmen Linares
Por las calles de Judea

pasa una mujer llorando

dicen que es de Sefarad

¡madre de mi corazón!

dicen que es de Sefarad

que la sigue recordando

que la sigue recordando

y no la puede olvidar.»
Per le strade di Giudea

passa una donna piangendo

dicon che sia di Sefarad

¡madre del mio cuore!

dicono che è di Sefarad

che la segue ricordando

che la segue ricordandoo

e non la può scordare.»

### Petenera de José Menese
si me ven hablar contigo

ya pueden los matadores

¡madre de mi corazón!

ya pueden los matadores

a prevenir los cuchillos

Sentenciado estoy a muerte

si me ven hablar contigo.»
se io vengo a parlare con te

ormai possono i matadores

¡madre del mio cuore!

ormai possono i matadores

a prevenire i coltelli

Condannato sono a morte

se io vengo a parlare con te.»